# 下條ユリ
下條 ユリ（しもじょう ユリ、本名：下條 有理、1966年3月16日 - ）は、東京都三鷹市出身の画家。

## 来歴 ・人物
東京都三鷹市生まれ。
幼少期より、日舞、能、茶道、華道を習う。
同時に、普遍性を尊重する国際人として育てる事を重んじた両親によって、ジャンルや国籍を問わない、様々な文化に触れる機会を与えられる。その複雑な文化的背景を基盤とし、自己表現のひとつとして絵を描き始める。
高校卒業と同時にイラストレーターとして多くのメディアに登場。90年代には、東京サブカルチャー・シーンの隆盛と共に人気を得る。
相次ぐ家族の死をきっかけに20代で天涯孤独の身となり、1977年アメリカへ移住。当時、最も先鋭的だったブルックリンのストリート・シーンに身を投じ、グラフィティ・アーティストとしても活躍。
2001年のアメリカ同時多発テロ事件以降、社会問題と平和、自然、動物、人間の普遍性や精神性に焦点を当てた抽象画を描くようになる。
2014年、東京に残してあった家財を京都に移し、「実家」と呼ばれるアトリエ兼住居を作り、日本国内の活動拠点としている。
NYに生活の拠点を置きながら、画業の他、エッセイなどの執筆活動やワークショップも行う。

## 主な作品
著書
- 『まっ赤な満月』（1995年 クレオ ）イラスト・エッセイ集
- 『松村クラゲくんの日常』（1995年 どうぶつ出版）＊チチ松村との共著
- 『みずのはな』絵／下條ユリ　作／桑原茂一　音／桑原茂一・朝本浩文・青柳拓次・井上薫（1996年 ハイパークラフト）
- 『ちいさならくがき』（1997年 ビクターブックス〜たまうさぎBOOKSより2003年に復刊）自伝
- 『メキシコ・中米のけぞり旅行記』（2001年 光進社）＊塩谷卓也との共著

CDジャケット（イラスト）
- 小沢健二『犬は吠えるがキャラバンは進む』（1993年 東芝EMI）
- 小泉今日子『My Sweet Home』（1994年 ビクターエンタテインメント）
- ゴンチチ『Somewhere Before』（1995年 エピックレコードジャパン）
- 松任谷由実『スユアの波』（1997年 東芝EMI)
- ユナイテッド・フューチャー・オーガニゼイション 『ボン・ボヤージュ・レス・リミックス』（2000年 マーキュリー・ミュージックエンタテインメント）
- スカフレイムス『REALSTEP』（2005年 SUN SHOT）

書籍挿絵
- 林真理子『東京デザート物語』（1997年 集英社）
- YOU『産む女』（1998年 アスペクト）

その他
- ペプシコーラ・アートボトル缶 （2001年）＊アメリカ Communication Arts Award of Excellence受賞
- NHK「みんなのうた」〜ソウルフラワーユニオン『青天井のクラウン』アニメーション・イラスト (1999年)
- フジテレビ『ねばぎば！TOKIO』バスのアートワーク（1998年）
- 堀越神社（大阪・天王寺）の絵馬絵奉納（2014年）

## 日本国内での主な展覧会
- 『メメント・モリ（Memento Mori）』

2013年3月11日〜3月17日　会場：京都・法然院
2014年3月12日〜4月6日　会場：浅草・ギャラリーエフ
- 『墨と朱版画巡回展』

2016年10月2日、3日　会場：京都・鹿ケ谷山荘
2016年10月15日〜30日　会場：大阪・丼池繊維会館2F/STORAGE
- 『Today’s Love Letter to You,』

2018年11月　会場：東京・ Curators Cube
2018年12月　会場：鹿児島・ Good Neighbors Gallery
- 『点と線』

2023年10月　会場：京都・Farmoon

## 連載（WEB）
- ホホホ座『絵そらごと〜こどもじみた大人たちへ』http://hohohoza.com/category/esoragoto
- パリ発 chocolat mag『「ちいさなわたしと今のわたし』http://www.chocolatmag.com/column/yuri/

## 翻訳
- 『ヒッピー・ハンドブック』チェルシー・ケイン著（2006年 クロニクルブックス）

## TV出演
- スペースシャワーTV『BUM TV』コーナー司会
- NHK 『おしゃれ工房』